# Ашвамедга
Ашвамедга (санскр. अश्वमेध, aśvamedhá — «жертвопринесення коня») — один з найважливіших ритуалів ведичної релігії, що був основою легітимності царської влади у стародавній Індії. Ритуал був в деталях описаний у Яджурведі (TS 7.1-5, VSM 22—25), з коментарями у Шатапатха-Брахмані (ŚBM 13.1—5). Ритуал також згадується у Ріґведі (наприклад у гімні Мандала 1: 162—163, відомому також як aśvamedha IAST), але тут немає настільки детального опису, як у Яджурведі.